# Thabo i el cas del rinoceront
Thabo i el cas del rinoceront (títol original en alemany, Thabo – Das Nashorn-Abenteuer) és un llargmetratge alemany de Mara Eibl-Eibesfeldt del 2023 i basat en els llibres infantils Thabo: Detektiv und Gentleman de Kirsten Boie. S'ha doblat al català.
La pel·lícula es va rodar al nord-est de Sud-àfrica, a la frontera amb Eswatini i al mateix Eswatini. A causa de la presència d'actors africans, la pel·lícula es va rodar en anglès.
L'actor Litlhohonolofatso Litlhakayane va debutar al cinema amb aquesta pel·lícula. El nadó de rinoceront filmat es deia Daisy.
La pel·lícula va celebrar la seva estrena el 30 de setembre de 2023 al Festival de Cinema d'Hamburg.